# Treasure Island Las Vegas
Das Treasure Island Las Vegas ist ein 4-Sterne-Hotel mit 2885 Zimmern in 36 Stockwerken in Paradise. Das Hotel liegt am Las Vegas Boulevard („Strip“) und ist durch eine Hochbahn mit dem Mirage verbunden. Das Hotel wurde 1993 vom ehemaligen Großunternehmen Mirage Resorts eröffnet. Dieses wurde später von der MGM-Mirage-Gruppe übernommen. Am 15. Dezember 2008 erfolgte der Verkauf an Phil Ruffin, den ehemaligen Besitzer des New Frontier.

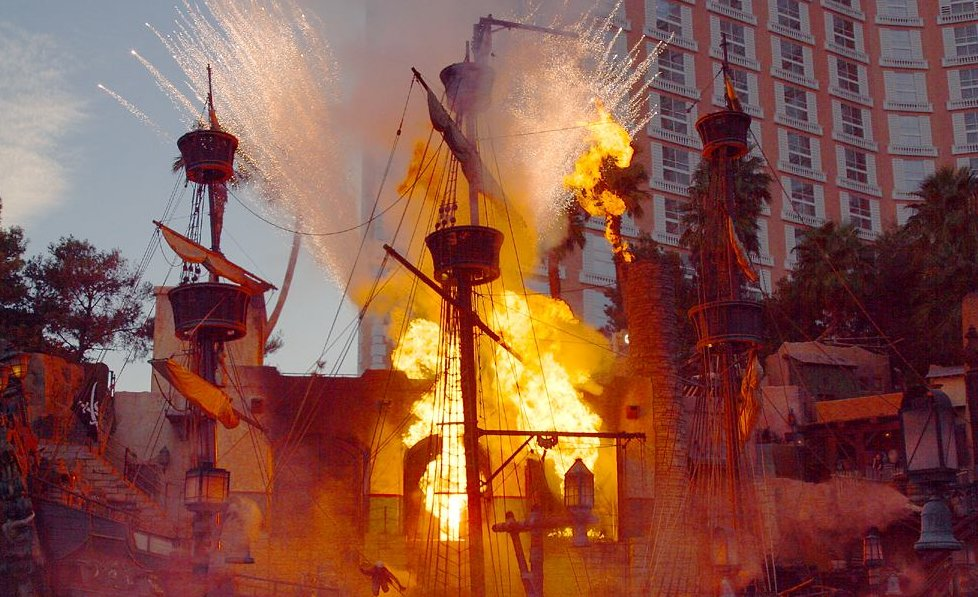
Vorstellung Sirens of TI vor dem Treasure Island

Das Treasure Island wurde durch gefährlich-romantische Seefahrer-Abenteuer in der Karibik inspiriert. Jeden Abend wurde vor dem Hotel um 17:30, 19:00, 20:30 und 22:00 Uhr die berühmte Wassershow „Sirens of TI“ in Szene gesetzt. Als Hotelgast erhielt man Zugang zum VIP-Bereich, von welchem man die Wassershow hautnah miterleben konnte.
Die Show „Sirens of TI“ wurde am 21. Oktober 2013 eingestellt. Die Schließung sollte ursprünglich nur vorübergehend sein, aber im November 2013 fiel die Entscheidung die Show komplett aufzugeben. Der Grund soll der Bau von neuen Einzelhandelsflächen sein.
Außerdem findet im Hotel eine permanente Aufführungsserie des Programms Mystère des Cirque du Soleil statt.
Im Casino-Bereich befindet sich das Buffet „Dishes“.